# 瓦日内
瓦日内（羅馬化：Vazhiny）是俄罗斯列宁格勒州的市级镇，属波德波罗日耶区，地处列宁格勒州东北部，位于区行政中心波德波罗日耶西北方，在州府圣彼得堡及加特契纳东北方，靠近该州与卡累利阿共和国的边界。奥涅加湖与拉多加湖之间的斯维里河流经该地，其一支流瓦任卡河在此汇入干流。
镇名来自于瓦任卡河。1587年首次提及；1970年设工人村（市级镇）。该地2021年人口有2,222人；2010年人口2,754；2002年人口2,941；1989年人口3,956。